# Leo Larsen
Leo Bruno Larsen (født 14. september 1946) er en dansk erhvervsmand og tidligere embedsmand. Leo Larsen er administrerende direktør for Sund & Bælt Holding A/S. 

## Karriere
Han er uddannet cand.scient. i hydrogeologi og geografi 1973 fra Københavns Universitet. 1974-79 var han ansat i Miljøministeriet og var 1974-75 udstationeret ved FN, OTC, New York (Rådgiver for Ministry of Works, Lesotho). 1979-82 var han afdelingsleder ved Vandkvalitetsinstituttets tekniske afdeling og blev 1982 bistandskonsulent hos DANIDA, hvilket han var til 1984. Leo Larsen blev dette år direktør for Vandkvalitetsinstituttet og blev 1993 underdirektør i Miljøstyrelsen og avancerede 1999 til departementschef for Miljø- og Energiministeriet. I 2001 fortsatte han som departementschef i Miljøministeriet, hvilket han var til 2004. Siden da har han været administrerende direktør for Sund & Bælt Holding. 2010-12 var han også adm. direktør for Femern A/S.
Siden 1989 har han været medlem af Akademiet for de Tekniske Videnskaber. Larsen er ikke dekoreret og må altså have afslået af modtage Dannebrogordenen.

## Tillidshverv
- 1987-1993: Medlem af Miljøklagenævnet, Miljøministeriet
- 1987-1992: Medlem af Spildevandsrådet, Miljøministeriet
- 1987-1996: Medlem af Rådet for Internationalt Udviklingssamarbejde, Udenrigsministeriet
- 1993-1996: Medlem af Fakultetsrådet for Det Naturvidenskabelige Fakultet, Københavns Universitet
- 1997-1999: Medlem af bestyrelsen for Danmarks og Grønlands Geologiske Undersøgelser
- 1999-2002: Medlem af bestyrelsen i DONG A/S
- 1999-2004: Medlem af Det Økonomiske Råd
- 2001-2004: Medlem af bestyrelsen for Scandlines AG
- 2004-2008: Formand for Det Rådgivende Udvalg for Fødevareforskning, Fødevareministeriet
- 2004-nu: Medlem af bestyrelsen for Renoflex A/S, et selskab i RenHold-gruppen
- 2004-nu: Næstformand i bestyrelsen for RenHold A/S, et selskab i R98
- 2006-nu: Formand for Det Nationale Fødevareforum, Ministeriet for Videnskab, Teknologi og Udvikling
- 2008-nu: Formand for styregruppen for Koordineringsenhed for Forskning i Klimatilpasning, Klima- og Energiministeriet
- 2008-nu: Formand for bestyrelsen i Københavns Energi A/S